# Тохлиев, Нурислом
Нурислом Тохлиев (6 мая 1947 год) —  «Заслуженный деятель культуры Узбекистана» (1997), «Отличник народного образования Республики Узбекистан» (Отличник народного образования Узбекистана) (2001), действительный академик Академии наук Республики Узбекистан.

## Биография
Нурислoм Тохлиев родился 6 мая 1947 года в Жаркурганском районе Сурхандарьинской области.  Его любовь к книгам возникла еще в юности.  В 1965 году он с отличием окончил среднюю школу и был принят студентом Самаркандского государственного университета.  Еще в студенческие годы, благодаря своему трудолюбию и жажде знаний, он служил неутомимой работе над собой и преданной своей профессии.
Н. Тохлиев неустанно работал для развития науки и учился в различных престижных научных учреждениях.  Его исследования и изыскания стали основным фактором достижения им нынешнего уровня.  Его работа по развитию страны имеет большое значение для экономического и социального развития страны.  Особой похвалы заслуживают его энциклопедические сборники в научной, политико-экономической, политико-социальной и литературной областях, издаваемые им в энциклопедическом направлении.

## Образование
После окончания средней школы в 1965 году поступил на факультет истории Самаркандского государственного университета, чтобы получить высшее образование. В 1970-1973 гг. продолжал изучать очное образование на факультете экономики экономического факультета Ленинградского государственного университета (ныне Петербургского). В 1973 году он защитил свою диссертацию по специальности «Политическая экономика» из-за жажды знаний.

## Деятельность
Трудовую деятельность начал в 1969 году в Самаркандском государственном педагогическом институте преподавателем кафедры «Политическая экономия» (ныне «Экономическая теория»).  После защиты кандидатской диссертации он вернулся в Самаркандский государственный педагогический институт и продолжил педагогическую деятельность.  Наряду со следующим:
С 1974 года преподаватель кафедры пропаганды и агитации Самаркандского обкома партии, руководитель преподавательской группы, заместитель заведующего кафедрой;
1979 инструктор отдела пропаганды и агитации ЦК Компартии Узбекистана;
В 1984-1989 годах заместитель заведующего и заведующий отделом науки и образовательных учреждений ЦК Узкомпартии;
В 1986 году депутат Верховного Совета Узбекистана, кандидат в члены ЦК Узкомпартии;
С 1989 по 2009 год - заведующий кафедрой, профессор Ташкентского государственного университета востоковедения.
1989-2014 годы в должности директора-главного редактора Государственного научного издательства «Национальная энциклопедия Узбекистана»;
В настоящее время работает профессором кафедры «Исламская экономика и финансы, паломнический туризм» Международной исламской академии Узбекистана, заведующим отделом «Исламская энциклопедия».